# Kamov Ka-22

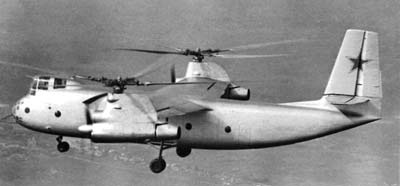
de Kamov Ka-22

De Kamov Ka-22 Vintokryl (Russisch: Камов Ка-22 Винтокрыл) (NAVO-codenaam: Hoop) was een rotorvliegtuig voor de Sovjet Luchtmacht.
Gebouwd naar aanleiding van Faireys Rotodyne, was het toestel, dat deels autogiro, deels helikopter was, slechts één keer gezien door Westelijke observeerders, en wel op een luchtvaartshow in Moskou. De Ka-22 gebruikte de romp van de Antonov An-10, wat hem een theoretische capaciteit zou geven van 80 tot 100 passagiers, of zou, met laadklep in de achterkant, gebruikt kunnen worden voor transport van voertuigen of vracht.
Door de geheimhouding tijdens de Koude Oorlog werd er vrij weinig bekend over het testprogramma van de Ka-22, maar na twee crashes met onbekende oorzaak werd de ontwikkeling gestaakt in 1964.

## Specificaties
- Bemanning: vier
- Lengte: 23 m
- Rotor diameter: 20,5 m
- Hoogte: 8,25 m
- Beladen gewicht: 29.500 kg
- Maximumsnelheid: 375 km/h